# Klaus Reichert
Klaus Reichert (* 3. června 1947 Hanau, Německo) je bývalý západoněmecký a německý sportovní šermíř, který se specializoval na šerm fleretem.
Západní Německo reprezentoval v sedmdesátých a osmdesátých letech. Na olympijských hrách startoval v roce 1972, 1976 a 1984 v soutěži jednotlivců a družstev. V roce 1980 přišel o účast na olympijských hrách kvůli bojkotu. V roce 1983 obsadil druhé místo na mistrovství Evropy v soutěži jednotlivců. Se západoněmeckým družstvem fleretistů vybojoval na olympijských hrách zlatou (1976) a stříbrnou (1984) olympijskou medaili. V roce 1977, 1983 a 1987 vybojoval s družstvem fleretistů titul mistrů světa.